# Cantón Lago Agrio
Cantón Lago Agrio är en kanton i Ecuador.   Den ligger i provinsen Sucumbíos, i den nordöstra delen av landet, 190 km öster om huvudstaden Quito. Arean är 1 351 kvadratkilometer.
Terrängen i Cantón Lago Agrio är platt.